# Альбер Гіншар
Альбер Гіншар (фр. Albert Guinchard, 10 листопада 1914 — 19 травня 1971) — швейцарський футболіст, що грав на позиції захисника.
Виступав за клуб «Серветт», а також національну збірну Швейцарії, у складі якої був учасником двох чемпіонатів світу — 1934 і 1938 років.

## Клубна кар'єра
У дорослому футболі дебютував 1931 року виступами за команду клубу «Серветт», кольори якої і захищав протягом усієї своєї кар'єри гравця, що тривала сімнадцять років. 
Помер 19 травня 1971 року на 57-му році життя.

## Виступи за збірну
1934 року дебютував в офіційних матчах у складі національної збірної Швейцарії. Протягом кар'єри у національній команді, яка тривала 8 років, провів у формі головної команди країни 12 матчів.
У складі збірної був учасником чемпіонату світу 1934 року в Італії, де провів два матчі, а також чемпіонату світу 1938 року у Франції, на якому на поле не виходив.